# ぺんぎんくんWARS
『ぺんぎんくんWARS』（ぺんぎんくんウォーズ）は、UPLが1985年6月に発売した業務用のアクションゲーム。
同年にMSX版とファミリーコンピュータ版がアスキーから発売されたことをはじめ、様々な機種に移植されている。なおゲームボーイ版は『ぺんぎんくんwars vs.』のタイトルで発売された。
日本国外では『Penguin Wars』のタイトルで発売されている。
本稿では、本作の基本システムを継承しているNintendo Switch、PlayStation 4用ソフト『ぺんぎんくんギラギラWARS』についても記述する。

## 概要
テーブルを挟んで10個のボールを投げあい、タイムアップ時にボールの少ないほうが勝利、あるいは10個全てを相手側に投げ込んだ時点で勝利となる対戦アクションゲーム。
ボールを投げる際に溜めることで、相手を転倒させるボールを投げることができる。
攻撃パターンはボールを手当たり次第に投げてくる相手もいれば、じっくり狙ってくる相手もおり、個性が付けられている。
このゲームで行う球技は「ドジボール」という名前のゲームオリジナル球技である。

## ゲーム内容
FC版・MSX版では、2セット先取で勝利である。1回戦では残り20秒で、テーブル上を移動しボールの進路を邪魔するものが出現する（2回戦以降は出現が早くなる）。ボールを投げる際に溜めなくても、相手にぶつければ転倒させられる。
タイムアップ時に両サイドのボールが同数の場合は、色の違うボールを1個加えた11個で30秒の対戦を行う。このボールはどちらかのサイドに一定時間あると（置いてあっても持っていても）破裂し、破裂したサイドが負けになる。これを投げあっている間はタイムアップまで破裂しない。勝負がつくと次のセットは元の10個に戻る。

## 他機種版
| No. | タイトル                                          | 発売日                         | 対応機種                    | 開発元                | 発売元                 | メディア                              | 型式                          | 備考                                                      | 出典          |
| --- | ------------------------------------------------- | ------------------------------ | --------------------------- | --------------------- | ---------------------- | ------------------------------------- | ----------------------------- | --------------------------------------------------------- | ------------- |
| 1   | ぺんぎんくんWARS                                  | 1985年11月1日                  | MSX                         | アスキー              | アスキー               | ロムカセット                          | -                             |                                                           |               |
| 2   | ぺんぎんくんWARS                                  | 1985年12月25日                 | ファミリーコンピュータ      | パックスソフトニカ    | アスキー               | 320キロビットロムカセット             | HSP-03                        |                                                           |               |
| 3   | ぺんぎんくんWARS                                  | 1986年2月                      | PC-8801 FM-7 X1             | アスキー              | アスキー               | フロッピーディスク カセットテープ     | -                             |                                                           |               |
| 4   | ぺんぎんくんWARS                                  | 1986年5月                      | MZ-2500                     | アスキー              | アスキー               | フロッピーディスク                    | -                             |                                                           |               |
| 5   | ぺんぎんくんwars vs. PENGUIN WARS King of the Zoo | 1990年3月30日 1990年7月 1990年 | ゲームボーイ                | アスキー              | アスキー NEXOFT 任天堂 | 512キロビットロムカセット             | DMG-PWJ DMG-PW-USA DMG-PW-XXX | ヨーロッパ版の型式末尾は地域により異なる。                |               |
| 6   | ぺんぎんくんウォーズ                              | 2003年11月25日                 | iアプリ                     | マトリックス          | ジー・モード           | ダウンロード （Get!!プチアプリ）      | -                             |                                                           | [ 5 ]         |
| 7   | ぺんぎんくんウォーズ                              | 2004年1月15日                  | EZアプリ (Java)Phase3.0対応 | マトリックス          | ジー・モード           | ダウンロード （テトリス&100円ゲーム） | -                             |                                                           | [ 6 ]         |
| 8   | ぺんぎんくんWARS                                  | 2009年4月6日                   | iPhone iPod touch (iOS)     | 魔法                  | エンターブレイン       | ダウンロード                          | -                             |                                                           | [ 7 ]         |
| 9   | ぺんぎんくんWARS                                  | 2020年1月2日                   | Nintendo Switch             | ハムスター (移植担当) | ハムスター             | ダウンロード (アーケードアーカイブス) | -                             | アーケード版の移植。 音楽はJASRACからの許諾を受けている。 | [ 9 ]         |
| 10  | ぺんぎんくんWARS                                  | 2020年1月9日                   | PlayStation 4               | ハムスター (移植担当) | ハムスター             | ダウンロード (アーケードアーカイブス) | -                             | アーケード版の移植。 音楽はJASRACからの許諾を受けている。 | [ 9 ] [ 11 ]  |
| 11  | ぺんぎんくんWARS                                  | 2024年7月30日                  | Windows                     | アスキー              | D4エンタープライズ     | ダウンロード (プロジェクトEGG)        | -                             | MSX版の移植。 仕様によりBGMは未収録。                     | [ 12 ] [ 13 ] |

### MSX版
1回戦はコンピュータが相手になるが、名前はCOMではなく様々である。対コンピュータ戦はキーボードかPORT1のジョイスティックなどで操作する。2回戦以降のプレイヤー同士の対戦は、二人目はPORT2のジョイスティックなどで操作する。プレイヤーのキャラクターに英数字8文字までの名前が付けられる。入力を省略するとPENGUINになる。
また、1988年にアスキーからMSX2用として、続編となる「ぺんぎんくんWARS 2」が発売されている。こちらは、キャラを青色の「ぺんぎんくん」とピンク色の「ぺんぴーちゃん」の何れか選択可能で、ストーリー仕立てで進行していく内容。

### ファミリーコンピュータ版
何人対戦にしても1回戦はコンピュータ（COM）が相手になる。対COM戦はコントローラI（Iコン）で操作する。2回戦以降のプレイヤー同士の対戦はIコンとIIコンで操作する。プレイヤーのキャラクターにアルファベット3文字までの名前が付けられる（重複可）。
ファミコン版への移植は、パックス・エレクトロニカ・ジャパンの子会社であるパックスソフトニカが担当した。
開発のきっかけは、パックスソフトニカが神戸にあるホームデータ（現：魔法）からアーケードゲーム『ぺんぎんくんWARS』をファミコンへの移植を依頼されたことである。
元々マイコン作品の開発を請け負ってきたパックスソフトニカは、ファミコンソフトの開発経験がなかったため、ノウハウを得るため同社の創設者・橋下友茂がホームデータに行った。そこで彼は手書きのファミコンソフト開発マニュアルを渡され、それをもとに勉強を重ねた。その後、アーケード版の筐体がパックスソフトニカの元に送られ、橋下は一人でプレイをしながらプログラミングを重ねた。
橋本は2020年のファミ通とのインタビューの中で、コーディングよりもアーケード版をプレイしてプログラムを推測する作業の時間が長かったと振り返っている。また、ファミコン版のサウンドは開発機材の中に含まれていた別作品のサウンドエンジンをもとに構築された。

### iPhone/iPod touch版
画面下部のボタン類もしくはiPhone/iPod touchを傾ける操作体系が用いられている。
なお、エンターブレインにとっては初めてのiPhone／iPod touch用アプリである。

## ぺんぎんくんギラギラWARS
『ぺんぎんくんギラギラWARS』は、2017年9月21日にシティコネクションからダウンロード形式で発売されたNintendo Switch用ソフトであり、本作のリメイク版である。2019年8月1日にはPlayStation 4でも配信された。
操作キャラクターに体力の概念が追加され、ボールを当て続け対戦相手の体力を0にすることでタイムアップを待たず勝利となる。またタイムアップの場合、ボールの保有数に応じて追加ダメージが入り、最終的な体力の残量が多いプレイヤーが勝者となる。

### ゲームモード
ストーリーモード
様々なキャラクターと対戦しながら冒険する1人用モード。勝利した際に得られるキャンディを用いて能力を強化できる。
ローカル対戦モード
最大4人で対戦するモード。使用キャラクターとルールを任意で設定できる。2017年12月6日の無料アップデート“Ver.1.1”より新ルールなどが追加された。
インターネット対戦モード
インターネットに接続して2人で対戦するモード。ストーリーモードで能力を強化したキャラクターをそのまま使用できる。無料アップデート“Ver.1.1”より新ルールなどが追加された。
おまけモード
バトルごとに変化するルールの下で、異なるキャラクターを操作するモードで、無料アップデート“Ver.1.1”より新たに追加された。

### 『ぺんぎんくんギラギラWARS』の開発
シティコネクションは、基本ルールがしっかりしており、そこを大幅に改変せずにリメイクできることを条件に、ジャレコ以外の会社の作品のリメイクを考えており、最終的に『ぺんぎんくんWARS』を選んだ。
『ぺんぎんくんギラギラWARS』のアートディレクター兼グラフィッカーの上田祐美は、ファミ通とのインタビューの中で、『ぺんぎんくんWARS』のルールが対戦プレイ向けであり、Nintendo Switchへの移植にふさわしいことが最終的な決め手となったと話しており、液晶パネルを机に置いた状態でのおすそわけプレイにも合っていると語っている。
タイトルの「ギラギラ」という単語は、『ぺんぎんくんWARS』と昭和カルチャーのリバイバルブームに関連付ける中でデコトラのギラギラした様子が思い浮かび、語感も良いことから取り入れられたという経緯がある。
当初は『ぺんぎんくんWARS』の単なるリメイクという位置づけであり、『ぺんぎんくんWARS』と同じく「相手に10個ボールを送り込んだ方が勝ち」というルールでテストプレイしていたものの、スタッフたちからは物足りなさを指摘する声が上がっていた。
アーケード版を遊んでいた上田は、ボールを10個送り込んだときよりも相手にボールを当てたときの方が楽しいことに気づき、試しに体力ゲージを設けたところ面白かったため、製品版では体力ゲージが導入された。なお、「相手に10個ボールを送り込んだ方が勝ち」というルールは、「相手に10個ボールを送り込むと大ダメージを与えられる」というルールに変更する形で残された。また、ルールの変更に伴い作中のオリジナル球技が「ドジボール」から「ギラボール」という名前に変更された。
タイトルに「ギラギラ」という単語が取り入れられた後、シングルプレイモードの内容も強化しようという話になり、対戦相手の動物たちにもキャラクター性を持たせようという提案が出た。そこから、『ぺんぎんくんWARS』のようなトーナメント方式ではなく、ペンギンがトラックでの旅で動物たちと出会うという形式が採用された。
追加コンテンツの開発は『ぺんぎんくんギラギラWARS』の発売直後から進められていた。
発売直後の時点ではどのキャラクターを追加するまでは決まっておらず、地域のゆるキャラやペンギンのキャラクターに限定して登場させるという案もあったほか、ジャレコのキャラクターを登場させる案もあったが、もっと別の使い道があるだろうということでジャレコ作品のキャラクターの登場は見送られた。
最終的に、オリジナル版は石川秀美の『もっと接近しましょ』が目玉となっているということもあり、オリジナル版を遊んでいたプレイヤーに向けたものがよいということになり、キャラクターの頭身や雰囲気が『ぺんぎんくんギラギラWARS』に近い、サンソフトの『へべれけ』に決定し、その中でも1991年に発売されたファミコン版に登場する4人のプレイアブルキャラクター「へべ」、「おーちゃん」、「すけざえもん」、「ぢぇにふぁー」が選出され、2017年12月6日のアップデートにて有料追加コンテンツとして配信された。
『へべれけ』の版権を保有しているサンソフトはキャラクターの使用を快諾しており、シティコネクションが作成したCGモデルがほぼそのまま採用された。
これらのキャラクターの技は原作やそのスピンオフが元になっており、たとえばすけざえもんの「お茶を飲んで体力を回復させる」という技は1994年に発売された『すごいへべれけ』で同キャラクターが使用した技を元にしている。

## 音楽
メインBGM「もっと接近しましょ」
- 作詞：SHOW/作曲：黒住憲五/編曲：入江純/歌：石川秀美

アーケード(2020年配信のSwitch・PS4移植版含む)、PC-8801、MSX、MZ-2500、ファミリーコンピュータ版には石川秀美の「もっと接近しましょ」が使用されていた。なお、携帯アプリ版については音楽著作権の関係上、使用されていない。2017年に配信された『ぺんぎんくんギラギラWARS』では本曲のクラブジャズアレンジが使用されている。

## スタッフ
アーケード版
- ゲーム・デザイン：藤沢勉
- スタッフ：I.OGATA、M.KOMEDA

ゲームボーイ版
- プロデュース：T.ISHIWATA
- ゲーム・デザイン：いけだこういち
- プログラム：たかとりみつはる
- グラフィック：島居貴史
- 音楽：おぎはらみつのり
- マニュアル：はたのかつひろ

## 評価
| 項目 | キャラクタ | 音楽 | 操作性 | 熱中度 | お買得度 | オリジナリティ | 総合  |
| FC版 | 3.61       | 2.84 | 2.80   | 2.72   | 2.34     | 3.46           | 17.77 |
| GB版 | 3.40       | 2.78 | 3.07   | 3.06   | 2.82     | 2.79           | 17.92 |

ファミリーコンピュータ版
ゲーム誌『ファミリーコンピュータMagazine』の読者投票による「ゲーム通信簿」での評価は別記の通り17.77点（満30点）。
ゲームボーイ版
- ゲーム誌『ファミコン通信』の「クロスレビュー」では、合計25点となっている[22]。

- ゲーム誌『ファミリーコンピュータMagazine』の読者投票による「ゲーム通信簿」での評価は別記の通り17.92点（満30点）[4]。